# Chiesa dei Santi Filippo e Giacomo (Malborghetto-Valbruna)
La chiesa dei Santi Filippo e Giacomo è la parrocchiale di Ugovizza, in provincia ed arcidiocesi di Udine; fa parte della forania della Montagna.

## Storia
La primitiva chiesa di Ugovizza venne costruita nel XII secolo e ampliata nei secoli XV e XVII. Fu poi quasi completamente demolita durati gli imponenti lavori di ricostruzione condotti nel 1930. Nel 2003, a causa di un'alluvione, il campanile venne distrutto e fu ricostruito nel 2005.